# 博拉尔特-德勒利球场
博拉尔特-德勒利球场（法語發音：[stad bɔlaʁt dələlis]）是位於法國朗斯的球場。建于1932年。是朗斯足球俱樂部的主場球場。可容納41,233名觀眾。1984年歐洲足球錦標賽、1998年世界盃足球賽和2016年歐洲足球錦標賽有比賽在此舉行。
该球场原名费利克斯·博拉尔特球场（Stade Félix-Bollaert），以朗斯矿业公司经理费利克斯·博拉尔特命名。2012年，朗斯前市长安德烈·德勒利去世，该球场更名为今天的博拉尔特-德勒利球场（Stade Bollaert-Delelis）。

## 外部連結
- Stade Félix-Bollaert on www.sitercl.com （页面存档备份，存于）